# Muhammed Ali av Egypten
Muhammed Ali (arabiska: محمد على باشا Muhammad Ali), född 4 mars 1769 i Kavala i nuvarande Grekland, död 2 augusti 1849 i Alexandria, var en furste (pascha) i Egypten under det Osmanska riket och sedermera vicekonung av Egypten. Han anses ibland som grundaren av det moderna Egypten.

## Biografi

### Militär underbefälhavare i Egypten
Muhammed Ali var son till albanska föräldrar och försörjde sig genom tobakshandel i sin födelsestad till 20 års ålder, för att sedermera gå i statstjänst. År 1787 blev han officer och 1798 blev han underbefälhavare för ett regemente av frivilliga soldater (basji-bosuker) på sin hemort som skulle delta i försvaret av Egypten mot Napoleon Bonaparte. Muhammed deltog bland annat i slaget vid Abukir (juli 1799) och var där nära att drunkna under den osmanska härens flykt. Han utmärkte sig som befälhavare för sitt regemente genom ett djärvt kavallerianfall i slaget vid Rahmanieh (1801) och fick under den anarki, som strax efter fransmännens reträtt inträffade i Egypten, en allt inflytelserikare maktställning.

### Pascha och guvernör
Han jagade med sina albanska trupper 1804 mamlukerna från Kairo och utropades där 1805 till pascha och erhöll 1806 sultanens bekräftelse på sin nya värdighet som guvernör (vali) över Nedre Egypten. Muhammeds makt och anseende inom den muslimska världen ökades ytterligare genom hans segrar över den brittiska expeditionen till Egypten 1807 och blodbadet på mamlukerna (mars 1811), efter vilket Muhammed blev obestridd härskare i landet.

### Militära fälttåg
Samtidigt uppträdde Muhammed som erövrare först på Arabiska halvön där han efter långvariga strider (1811-1818) lyckades betvinga saudierna och wahhabiterna samt erövra de heliga orterna Mecka och Medina, därefter i Sudan (från 1820), där hans styrkor avancerade långt söderut. Fältlägret Kartum växte till en betydande handelsstad och inte bara det egentliga Sudan, utan även Sennar och Kordofan lades under egyptiskt välde.

### Reformer
Ali genomförde genomgripande reformer i Egypten. Han byggde en armé på Egyptens bönder genom uttagning till militärtjänstgöring. Armén användes sedan till territoriell expansion för Osmanska riket i Egyptens närområde. Ali byggde också upp infrastrukturen, som kanaler och vägar. Han etablerade Egypten som ett av världens största bomullsproducerande områden. Utbildningen moderniserades även, men huvuddelen av Alis verksamhet var inriktad på stärkandet av armén.

### Vicekung
I formell mening var Muhammed Ali underställd Höga porten, men i praktiken kom han att agera allt mer självständigt och han visade med åren alltmera öppet sin strävan att göra sig och sitt nya rike oberoende av sultanens överhöghet. På grund av det fick han ett starkt stöd i Frankrike, där han ansågs som ett slags "österns Napoleon", kallad att med fransk medverkan civilisatoriskt omskapa hela den främre Orienten, vilket inte minst gynnade Frankrikes ekonomiska intressen. Muhammeds omedelbara vinst av det blev ståthållarskapet över Kreta, men hans son Ibrahim lyckades inte vinna Morea och i sjöslaget vid Navarino (1827) blev även den egyptiska flottan illa åtgången.
Sultan Mahmud II:s strävan att undertrycka de halvt oavhängiga provinsståthållarnas självrådighet bidrog till att påskynda det öppna utbrottet av konflikten mellan Muhammed och hans nominelle överman. Muhammed inledde striden genom att 1831 låta en armé under ledning av Ibrahim Pascha, Alis son, rycka in i Syrien och i samverkan med egyptiska flottan belägra S:t Jean d'Acre, som efter långvarigt motstånd erövrades i maj 1832. Dessförinnan hade även Gaza, Jaffa och Jerusalem erövrats. Efter att Syrien hade intagits förklarade sultanen i slutet av maj 1832 Muhammed som upprorsman och han fråntogs sina osmanska ämbeten. Muhammed lät Ibrahim fortsätta segertåget upp till Mindre Asien, där sultanens trupper besegrades vid Konia den 21 december samma år.
Den egyptiska härens fortsatta frammarsch vållade panik i Konstantinopel, men då sultanen i sin nöd gjorde upp med Ryssland om en rysk hjälpsändning tvingades Frankrike och England gå in och medla. Genom deras påtryckningar på båda parterna kom en uppgörelse till stånd i maj 1833 i fördraget i Kutaia enligt vilken Muhammed blev vali även över vilajeten Syrien, Aleppo och Damaskus. Sonen Ibrahim blev som "muhassil" (skatteuppbördsman) styresman över Adana. För att visa sin maktställning antog Muhammed 1834 titeln vicekonung.
Den syriska befolkningen försökte flera gånger resa sig och befria sig från Muhammeds förtryck, och hans förhållande till sultanen fortsatte att vara spänt. En vid Eufrat förlagd osmansk styrka gick i april 1839 in i Syrien men Muhammeds son Ibrahim vann i juni samma år en förkrossande seger vid Nisib och Muhammeds övertag över sultanen blev ännu starkare, då hela osmanska flottan under sin storamirals ledning då gick över till Muhammeds sida.

### Ärftligt ståthållarskap
Därefter följde ett års invecklade diplomatiska förhandlingar mellan stormakterna, där Frankrike förgäves arbetade på att Muhammed skulle bli ärftlig styresman även över Syrien. Den franska diplomatin utmanövrerades emellertid av Palmerston. England, Ryssland, Preussen och Österrike enades i juli 1840 om ett ultimatum till Muhammed, enligt vilket han, i händelse av underkastelse under de fyra makternas villkor inom 10 dagar, skulle få Egypten som ärftligt ståthållardöme och förvaltningen av södra Syrien på livstid. Om inte Muhammed gick med på detta skulle han riskera först Syrien och efter ytterligare 10 dagar även sin ställning i Egypten. Trots ivrig krigsagitation i franska pressen och deputeradekammaren var Ludvig Filips regering inte beredd att till Muhammeds förmån med vapen trotsa de andra stormakterna. Sedan en engelsk-rysk-österrikisk eskader i oktober intagit Beirut och i november S:t Jean d'Acre samt då den engelske amiralen sir Charles Napier även visade sig utanför Alexandria, föll Muhammed till föga och återlämnade den osmanska flottan mot försäkran om att få behålla Egypten som ärftligt ståthållardöme.
Muhammeds ställning reglerades definitivt sedan sultan Abd ül-Mecid I avtvingats ett dekret 13 februari 1841 som med ärftlig rätt gjorde Muhammed till pascha över Egypten och styresman i sultanens namn över Nubien, Sennaar, Kordofan och Dar-Fur. Muhammed blev under sina sista år svagsint. Han var en diplomatiskt skicklig och hänsynslös, grym och svekfull härskare och, trots sitt anseende i Europa som högt upplyst civilisationsfrämjare, var han så obildad att han aldrig lärde sig läsa och skriva.

## Död och efterträdare
I juli 1848 tvingades Muhammed Ali avgå på grund av demens och regeringen övertogs först av Ibrahim Pascha och efter dennes död  i november samma år av Muhammeds sonson Abbas pascha, vilken, vid farfaderns död i augusti 1849, också formellt blev hans efterträdare.

## Ätten Muhammed Ali
Muhammed Ali, som hade albanskt påbrå, var stamfader till dynastin Muhammed Ali som regerade i Egypten till 1953.